# Anders Hanser
Anders Hanser, född 15 augusti 1945 i Orsa, är en svensk fotograf, som var Abbas officielle fotograf.

## Biografi
Anders Hanser föddes i Orsa som son till kantorn Erik Göransson och operasångerskan Hanser Lina Göransson.
Hanser var producent på Sveriges Radio och biträdande expert i Mellanöstern för UNESCO. I ett eget företag producerade han över 100 radioprogram till Sveriges Radio. Hanser var Abbas officielle fotograf.
Hanser drev under åren 2005–2017 en kulturbiograf med 40 platser på Kommendörsgatan i Stockholm.

## Priser och utmärkelser
- Konungens medalj av 8:storleken i högblått band (2014)[4]
- Landstinget Dalarnas kulturpris (2014)[6]
- Lidmanpriset (2015)[7]
- Evert Taube-stiftelsens Sjösalapriset (2015)[8]

## Filmografi
- 35 timslånga bildspel om kulturpersonligheter[1]
- Hanser Han Ser (2015)[1][9]

## Biografi
- Från ABBA till Mamma Mia (1999)[10]
- Visualiteter av Anders Hanser : med film och bildspel för kultur och näringsliv 1978 - 2013 (2012)[10]